# جورجیا یومن-دیل
جورجیا یومن-دیل (انگلیسی: Georgia Yeoman-Dale؛ زادهٔ ۲۴ فوریهٔ ۱۹۹۴) بازیکن فوتبال اهل استرالیا است.
وی همچنین در تیم ملی فوتبال زنان استرالیا بازی کرده‌است.